# Marc Verwilghen
Marc Ernest Elisabeth Robert Juliette Verwilghen (* 21. September 1952 in Dendermonde) ist ein belgischer Rechtsanwalt und Politiker der Open Vlaamse Liberalen en Democraten (Open VLD). Verwilghen war langjähriger Parlamentarier und von 1999 bis 2007 durchgehend Minister der Föderalregierung. Besondere Berühmtheit erlangte er durch die Leitung des parlamentarischen Ausschusses zur Dutroux-Affäre. Auf lokaler Ebene war Verwilghen Gemeinderatsmitglied und Schöffe in Dendermonde. Im Jahr 2010 zog sich Verwilghen sich aus der Politik zurück.

## Leben
Marc Verwilghen studierte Rechtswissenschaften an der Vrije Universiteit Brussel (VUB) und der Universität Gent (RUG) und arbeitete ab 1975 als Rechtsanwalt.
In die Politik stieg er zunächst auf kommunaler Ebene ein, wo er von 1982 bis 2000 im Gemeinderat von Dendermonde tagte und von 1994 bis 1999 ein Schöffenamt dort wahrnahm.
Seine Wahl in die Abgeordnetenkammer gelang ihm im Jahr 1991, wo er zunächst einige Jahre mit der VLD in der Opposition saß. Er war Leiter des Justizausschusses und führte in den Jahren 1996 bis 1998 den parlamentarischen Untersuchungsausschuss an, der sich mit den Geschehnissen rund um den verurteilten Kinderschänder Marc Dutroux und dem Mitangeklagten Michel Nihoul befasste.
Als die VLD im Jahr 1999 die Föderal- und Regierungswahlen gewann, wurde Verwilghen als Justizminister in der Föderalregierung unter Premierminister Guy Verhofstadt (VLD) ernannt. In der darauffolgenden Regierung erhielt er zunächst das Ressort der Entwicklungszusammenarbeit und ab 2004, nach dem Wechsel von Fientje Moerman (VLD) in die Flämische Regierung, die Bereiche Wirtschaft, Energie, Außenhandel und Wissenschaftspolitik.
Nach den Föderalwahlen vom 10. Juni 2007 und der Niederlage der Liberalen erhielt Verwilghen keinen Ministerposten mehr in der Regierung Verhofstadt III und tagte seitdem als einfacher Senator.
Im Jahr 2010 zog sich Verwilghen vollständig aus der Politik zurück und arbeitete fortan als Rechtsberater für den britisch-irakischen Milliardär und Geschäftsmann Nadhmi Auchi.

## Auszeichnungen
Marc Verwilghen ist Kommandeur des Leopoldsorden. Im Jahr 1999 erhielt er die Ehrendoktorwürde der Universität Gent und 2001 die Ehrenprofessur der Universidad Autónoma de Santo Domingo.

## Übersicht der politischen Ämter
- 1982–2000: Mitglied des Gemeinderats in Dendermonde
- 1991–1999: Mitglied der Abgeordnetenkammer
- 1992–1995: Mitglied des Flämischen Rats
- 1994–1999: Schöffe in Dendermonde
- 1999–2003: Senator (teilweise verhindert)
- 1999–2003: Föderaler Justizminister in der Regierung Verhofstadt I
- 2003–2007: Mitglied der Abgeordnetenkammer (teilweise verhindert)
- 2003–2004: Föderaler Minister für Entwicklungszusammenarbeit in der Regierung Verhofstadt II
- 2004–2007: Föderaler Minister für Wirtschaft, Energie, Außenhandel und Wissenschaftspolitik in der Regierung Verhofstadt II
- 2007–2010: Senator